# Meißen
Meissen (tiếng Đức: Meißen; nhóm ngôn ngữ Sorb: Mišno; tiếng Latinh: Misena, Misnia, Misnensium) là một thị xã có cự ly khoảng 25 km về phía tây bắc của Dresden và nằm bên hai bờ sông Elbe trong bang tự do Sachsen, phía đông nước Đức. Đô thị Meissen có diện tích 30,9 km², dân số thời điểm ngày 31 tháng 12 năm 2006 là 28.544 người. Meissen có lâu đài Albrechtsburg, giáo đường Meissen theo phong cách kiến trúc gô tích.

## Thành phố kết nghĩa
- Vitry-sur-Seine, Pháp, từ năm 1973
- Thành phố Corfu, Hy Lạp, từ năm 1996